# Le avventure di Bambino Superpannolino
Le avventure di Bambino Superpannolino (The Adventures of Super Diaper Baby ) è un libro ibrido a fumetti di Dav Pilkey. Il libro, presentato in maniera fittizia come opera di Carlo De Carlis e Giorgio Giorgi e spin-off delle avventure di Capitan Mutanda, presenta per la prima volta un nuovo protagonista dello stesso universo del supereroe comico: Billy alias il Bambino Superpannolino. Pubblicato originariamente nel 2002, in Italia è stato tradotto da Salani nel 2004.

## Trama

### Prologo
Giorgio Giorgi e Carlo De Carlis, dispettosi alunni e fumettisti in erba autori de Le avventure di Capitan Mutanda, finiscono in punizione. Il preside, il Signor Grugno, gli ordina di scrivere un tema di cento e più pagine, specificando che non si potrà trattare di un fumetto dello sconveniente supereroe. I due ragazzini, però, non si perdono d'animo e creano per l'occasione un nuovo supereroe: il Bambino Superpannolino.

### La nascita del Bambino Superpannolino
Il super cattivo Vice Truce e il suo Cane Feroce riescono ad imprigionare Capitan Mutanda e a privarlo dei suoi superpoteri. Questi vengono ridotti in polvere e poi versati in un succo di frutta che, bevuto da Cane Feroce, trasforma l'animale in un super canino. Quando il Vice Truce si appresta a bere la soluzione miracolo, dal cielo cade Billy, figlio degli Hoskins, appena defenestrato per sbaglio dall'ospedale da un medico goffo.
Bevuto tutto il super succo, Bily acquista i superpoteri e riesce a catturare i due malviventi. Ora il neonato è diventato il bambino Superpannolino, il nuovo supereroe di Piqua.
Quando il Vice Truce, evaso, cerca di reimpadronirsi dei superpoteri rubati, finisce per diventare per errore un cumulo di escrementi di bambino. Ribattezzato dal Cane Feroce “Vice Scremento”, costruisce un mega robot formica per affrontare il giovane supereroe. Questi, presto alla sprovvista dal robottone, ha la peggio, ma il Cane Feroce, non sopportando di veder nuocere ad un bambino, salva il piccolo e si schiera dalla sua parte. Insieme al Bambino Superpannolino, il canino sconfigge il suo malvagio padrone e, adottato dagli Hoskins, diventa il Cane Superpannolino.
Il nuovo superduo abbandona il malvagio escremento umano su Urano affinché non possa più nuocere ad alcuno e, fatta tappa su Marte, comprano ad un bar alieno un succo di frutta coi superpoteri, per riportare Capitan Mutanda alla sua condizione originaria.